# 90429 Wetmore
90429 Wetmore este un asteroid din centura principală de asteroizi.

## Descriere
90429 Wetmore este un asteroid din centura principală de asteroizi. A fost descoperit pe 19 ianuarie 2004 în cadrul proiectului CSS. Asteroidul prezintă o orbită caracterizată de o semiaxă mare de 2,44 ua, o excentricitate de 0,13 și o înclinație de 1,9° în raport cu ecliptica.